# Reichenstein (Lauterach)
Reichenstein ist ein Ortsteil der Gemeinde Lauterach im Alb-Donau-Kreis in Baden-Württemberg. Der Weiler, der seit 1812 zur Gemeinde Lauterach gehört, liegt circa eineinhalb Kilometer westlich von Lauterach.

## Geschichte
Reichenstein wird 1276 erstmals urkundlich erwähnt. Anselm von Reichenstein war wohl Dienstmann der Grafen von Berg-Wartstein. 1364 war der Ort Sitz der Herren von Stein. 1394 und 1420 wird Reichenstein als württembergisches Lehen erwähnt. Über die von Schwangau und die von Bocksberg kam der Ort 1499 an das Kloster Zwiefalten.

## Sehenswürdigkeiten
- Burgruine
- Katharinenkapelle, erbaut im 18. Jahrhundert

## Persönlichkeiten
- Xaver Mönch (1843–1907), geboren in Reichenstein, Orgelbauer und Begründer der bekannten Orgelbauanstalt in Überlingen